# Ligne de Montélimar à Dieulefit
La ligne de Montélimar à Dieulefit est une ancienne ligne ferroviaire française, qui reliait la gare de Montélimar dans le département de la Drôme, à celle de Dieulefit également dans la Drôme.

## Historique
Le projet d'une ligne reliant Montélimar à Dieulefit début en 1866.
L'inauguration et la mise en service de la ligne a lieu le 16 juillet 1893. Deux trains parcourent la ligne avec les personnalités, ils s'arrêtent en gare de Dieulefit pour un banquet en présence notamment, du préfet de la Drôme, du député Charles Prévet, d'Émile Loubet, alors sénateur, du maire de Dieulefit et du député de l'arrondissement de Montélimar. Les trains et les invités repartent pour Montélimar à dix huit heures trente. Dieulefit est alors un important centre manufacturier.
La ligne est définitivement fermée le 31 décembre 1936.